# 世界之战 (2019年电视剧)
《世界之战》（英語：War of the Worlds）是一部并由福斯传媒集团（Fox Networks Group）和制作都市魔幻电影的StudioCanal联合制作的电视连续剧。该电视剧由霍华德·奥弗曼（Howard Overman）编写，由吉勒斯·科利尔（Gilles Coulier）和理查德·科利尔（Richard Clark）导演。该剧改编自H·G·威爾斯的同名小说，并是威尔斯火星入侵小说的第三次电视剧改编。世界之战第一季由8集组成，在2019年10月30日首播。

## 前景提要
故事发生在现在的欧洲，类似于2005年斯蒂芬·斯皮尔伯格指导的电影，但是将对H.G.威尔斯的经典小说二次展开。
|                | 在这场新的世界之战中， 当科学家们探测到来自另一个银河系的信号时，证明了智慧型外星生物的存在。地球上的人类屏息以待进一步与外星生物的联系， 但无需太久的等待。 几天内， 全部的人类灭亡，就只剩下一小部分的人类残存与这荒芜的世界。当外星飞船出现在上空时， 幸存者们提出迫切的问题 — 这些攻击者是谁？为什么将我们的家园摧毁成人间炼狱？ |
| ——丹佛来自极客 | |

## 演员

### 主演
- 加布里埃尔·伯恩（Gabriel Byrne）饰演比尔·沃德

- 伊丽莎白·麦戈文（Elizabeth McGovern）饰演海伦·布朗
- 黛西·埃德加-瓊斯（Daisy Edgar Jones）饰演艾米丽·格雷沙姆
- 巴约·甘达莫斯（Bayo Gbadamosi）饰演阿格林·加特·维希·玛采

### 配角/客串
- 史蒂芬·坎贝尔·摩尔（Stephen Campbell Moore）饰演乔纳森·格雷沙姆
- 亚伦·霍夫曼（Aaron Heffernan）饰演艾莎·丹尼尔
- 斯蒂芬妮·安德雷（Stéphane Caillard）饰演克洛伊·杜蒙特
- 娜塔莎·利特尔（Natasha Little）饰演莎拉·格雷沙姆
- 阿德尔·本彻利弗（Adel Bencherif）饰演科洛内尔·穆斯塔法·莫克拉尼
- 蕾雅·德吕凯（Léa Drucker）饰演凯瑟琳·杜兰德
- 马修·托诺汀（Mathieu Torloting）饰演萨夏·杜蒙特
- 吉约·姆古依（Guillaume Gouix）饰演诺亚·杜蒙特

## 剧集
| 编号 | 剧集   | 导演                            | 编剧                            | 原定发行日期 |
| 1    | 第一集 | 吉勒斯·科利尔（Gilles Coulier） | 霍华德·奥弗曼（Howard Overman） | 10/30/2019   |
| 2    | 第二集 | 吉勒斯·科利尔（Gilles Coulier） | 霍华德·奥弗曼（Howard Overman） | 11/06/2019   |
| 3    | 第三集 | 吉勒斯·科利尔（Gilles Coulier） | 霍华德·奥弗曼（Howard Overman） | 11/13/2019   |
| 4    | 第四集 | 吉勒斯·科利尔（Gilles Coulier） | 霍华德·奥弗曼（Howard Overman） | 11/20/2019   |
| ---- | ------ | ------------------------------- | ------------------------------- | ------------ |
| 5    | 第五集 | 理查德·科利尔（Richard Clark）  | 霍华德·奥弗曼（Howard Overman） | 11/27/2019   |
| 6    | 第六集 | 理查德·科利尔（Richard Clark）  | 霍华德·奥弗曼（Howard Overman） | 12/04/2019   |
| 7    | 第七集 | 理查德·科利尔（Richard Clark）  | 霍华德·奥弗曼（Howard Overman） | 12/11/2019   |
| 8    | 第八集 | 理查德·科利尔（Richard Clark）  | 霍华德·奥弗曼（Howard Overman） | 12/18/2019   |

## 制作

### 发展
《世界之战》由福斯传媒集团（Fox Networks Group）和StudioCanal出品。AGC电视公司将联合出资并联合发行该电视剧。
吉勒斯·科利尔（Gilles Coulier）负责该剧前四集的拍摄，理查德·科利尔（Richard Clark）负责该剧后四集的拍摄。该剧将由霍华德·奥弗曼（Howard Overman）编写。由奥弗曼、朱利安·默菲（Julian Murphy）和约翰尼·卡普斯（Johnny Capps）担任执行制作人。

### 试镜
该剧由加布里埃尔·伯恩（Gabriel Byrne）和伊丽莎白·麦戈文（Elizabeth McGovern）担任主演；以及黛西·埃德加-瓊斯（Daisy Edgar Jones）、斯蒂芬妮·安德雷（Stéphane Caillard）、阿德尔·本彻利弗（Adel Bencherif）、吉约·姆古依（Guillaume Gouix）、蕾雅·德吕凯（Léa Drucker）和娜塔莎·利特尔（Natasha Little）共同参演。原本设定格雷戈·金尼尔（Greg Kinnear）出演，但在2019年1月由好莱坞头条（Deadline Hollywood）释出的出演名单中未列出其姓名。

### 拍摄
该剧在英国、法国和比利时制作。2019年3月在布里斯托尔（Bristol）、卡迪夫（Cardiff）、新港（Newport）和伦敦拍摄。

## 发行
《世界之战》共有8集。在2019年10月30日至11月18日，该剧将在欧洲绝大多数地区和非洲首映。
福斯传媒集团（Fox Networks Group）和StudioCanal拥有在欧洲和非洲发行该剧的版权。AGC电视公司将负责该剧在北美市场的发行，并联合StudioCanal负责该剧在美地地区、亚洲、澳洲、新西兰和中东地区的发行。福斯传媒集团（Fox Networks Group）将负责欧洲地区的发行。该剧将在50多个国家的Fox频道播出。